# Akillestendinopati

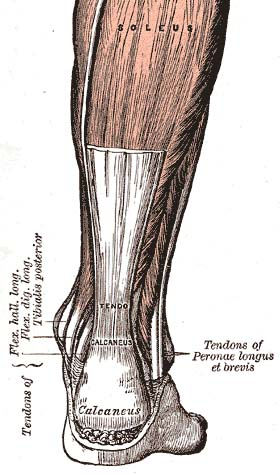
Akillessenan

Akillestendinopati kallades förr akillestendinit eller hälseneinflammation, vilket bör förkastas då det felaktigt antyder att orsaken är inflammatorisk. Incidensen för besvär i senans mittportion hos den allmänna befolkningen har beräknats till 1,85 per 1000 individer. Incidensen hos löpare är 235 per 100 000 individer. Prevalensen ökar vid motion och träning, exempelvis är prevalensen hos löpare cirka 10 procent. Förekomsten ökar också med stigande ålder och är vanligast mellan 30 och 50år.
Vanligen upplevs morgonstelhet, svullnad och smärta från hälsenan som förvärras av fysisk aktivitet. Akillestendinopati är den vedertagna termen, och indelning görs utifrån vilken del av senan som är engagerad. Besväret kan vara lokaliserat i hälsenans mittportion eller i fästet i hälbenet.
Successivt stegrad träning av hälsenan är central vid behandling av detta tillstånd.

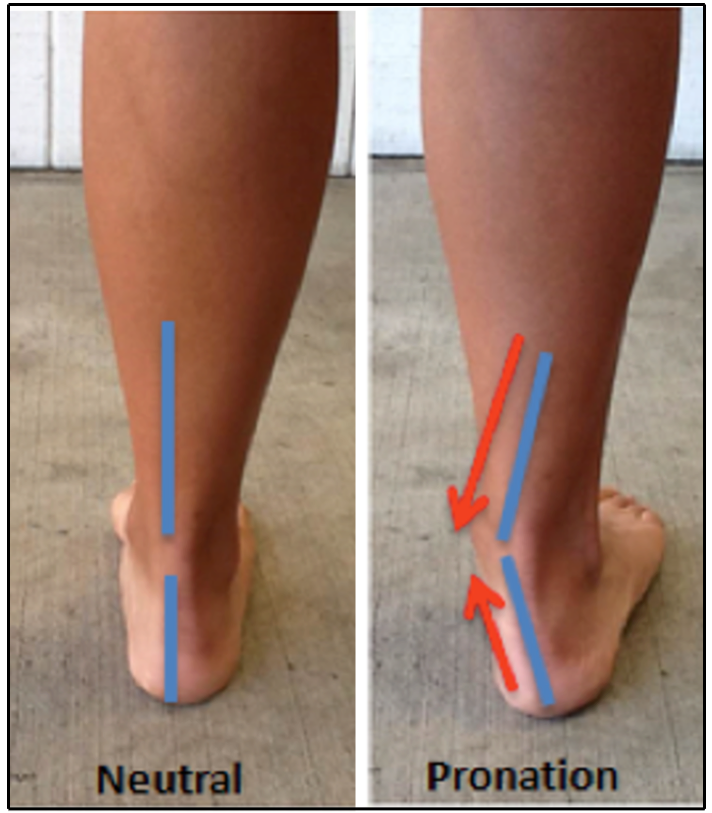
Pronation

## Riskfaktorer
Riskfaktorerna anses vara multifaktoriella med både inre och yttre faktorer.
Exempel på inre faktorer
- Högt BMI
- Nedsatt styrka i vadmuskulatur
- Supination- och pronationsfelställning (cavovarus respektive plattfot)
- Avvikande rörlighet i fotleden eller i den subtalara leden

Yttre faktorer
- Överbelastning
- Fel typ av skor och underlag anses kunna ökar risken för tillståndet[2]

## Mekanism
Den beskrivna mekanismen bakom tendinopati är komplex. Teorin bakom tillståndet bygger på obalans mellan belastning och återhämtning. Mikrotruaman som uppstår i vävnad i samband med belastning repareras ej. Studier på bland annat elitidrottare tyder på att 60-80 procent av de som drabbas har ökat träningsdosen eller träningsintensiteten för snabbt eller för mycket.

## Diagnostik

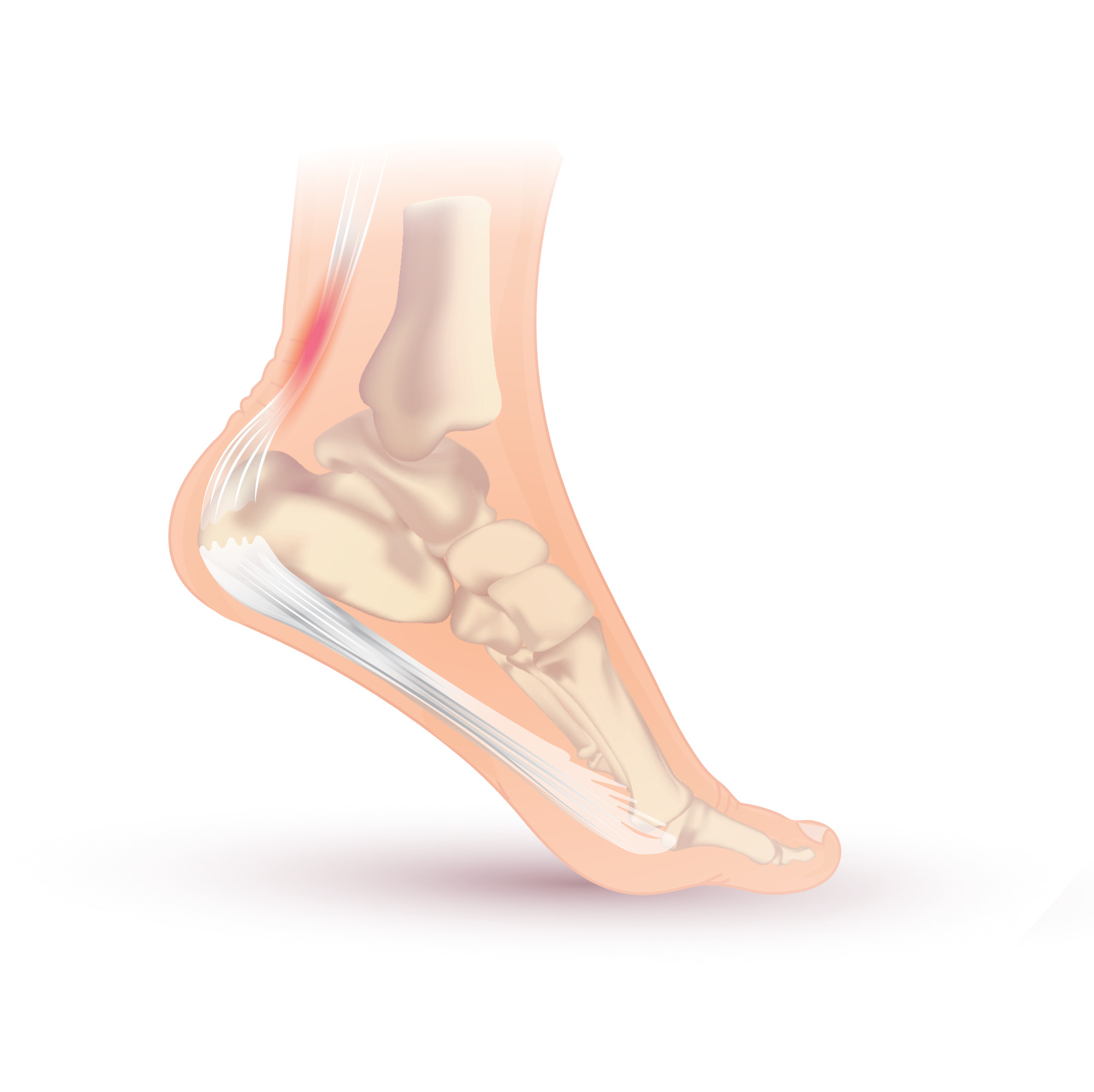
tendinopati i hälsenans mittportion

Akillestendinopati är en klinisk diagnos och baseras företrädesvis på sjukdomshistoria, smärtprovokationstester och smärta vid tryck över hälsenan. Andra tester som enbens tåhävning och Royal London Hospital Test har föreslagits användbara för att bekräfta diagnos, men åsikterna går isär om vilka tester som är bäst. Tillståndet delas in i om smärtan förläggs i hälsenans mittportion eller i dess fäste i hälbenet, calcaneus. Det är vanligt med besvär i båda hälsenorna samtidigt.
Tendinopati i hälsenans mittportion är vanligast, denna del står för cirka 55-65 procent av kronisk hälsenesmärta. En vanlig utveckling är successivt ökade besvär som kan tillta över månader och år. Ofta förekommer besvärsökning på morgonen i samband med uppstigning. Ofta kan det noteras en förtjockning lokalt i det ömmande området.
Tendinopati i hälsenans fäste i hälbenet förekommer hos cirka 20-25 procent av alla kroniska hälsenebesvär. Även vid detta tillstånd rapportas ofta smärta och stelhet samt smärta vid belastning. Tryck från skons bakre del kan upplevas smärtsamt. Tillståndet kan orsakas av en trycköm benpålagring bak på hälbenet. Runt fästet i hälbenet finns både en ytlig och djup slemsäck. Inflammation i slemsäck kan förekomma samtidigt som besvär i senfästet och ge svullnad, smärta och eventuell rodnad. 

## Behandling
Styrketräning
Strukturerad och successivt stegrad träning av hälsenan är den behandlingsform som har bäst evidens. Man kan inte vila sig bra från detta besvär. Vid behandling är det viktigt att skilja på om smärtan är belägen i mittportionen av hälsenan eller i dess fäste i hälben, då behandlingsprotokollen skiljer sig åt.
Teorin bakom träning är att tung belastning medför remodellering på molekylnivå som stimulerar en läkningsprocess. Träning leder också till ökad styrka, förbättrad rörlighet och proprioception.
Historiskt ansågs excentrisk styrketräning, träning under bromsfasen, på ett ben, vara den bästa träningen för detta tillstånd. Men senare studier har visat på goda resultat med kombinationer av excentrisk och koncentrisk träning, tillsammans med smärthanteringsmodell, träningsdagbok och tung träning av båda senor samtidigt, bilateralt.
Besvär i senans mittportion
Upplägget för träning vid behandling av besvär i hälsenans mittportion handlar om olika typer av tåhävningar i trappa. Rehabprocessen är långdragen och bör pågå i minst 3-6 månader, många är inte smärtfria förrän efter 4-6 månader. Majoriteten tillfriskningar med enbart träning. Vid uppföljning 5 år efter behandlingsstart har det visats att 79 procent fortfarande var besvärsfria.
Besvär i senans fäste i hälben

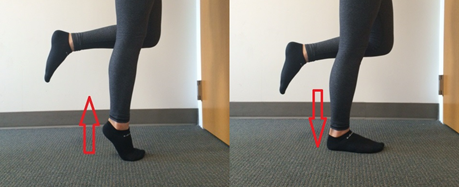
tåhävning på plant underlag

Viktigaste skillnaden är att man inte skall träna i trappa, hälen skall aldrig längre ner än horisontalplanet. Detta för att besväret inte skall förvärras. Man kan också behöva ta hänsyn till om skor trycker mot hälen samt om det förekommer en slemsäcksproblematik. Rehabtiden är också längre., upp mot 9-12 månader. Ibland behövs operation. Efter operation behöver man ändå träna. Även om det mekaniska trycket är borta är ändå inte senvävnaden härdad för att tåla belastning.
Smärthanteringmodell som guide för belastning
Vid träning brukar en smärthanteringsmodell användas för att guida till lagom intensitet. Smärta skattas med visuell analog skala, VAS, där 0 innebär smärtfrihet och 10 värsta tänkbara smärta. Smärthanteringsmodellen anger att  0-5 motsvarar acceptabel smärta, smärta motsvarande 5-10 anses utgöra stor risk för besvärsökning eller skada. Eventuell smärtstegring skall lägga sig igen till dagen efter. Med hjälp av denna modell stegras belastningen utifrån smärtsvar.
Andra behandlingar
NSAID. Eftersom akillestendinopati inte beror på inflammation har NSAID ingen plats i behandlingen och har heller ingen evidens för behandlingseffekt.
Sklerosering. En äldre studie visade goda resultat efter injektion av Polidokanol  runt hälsenan. Men senare forskning har inte kunnat reproducera detta resultat och inte heller senare systematiska litteraturöversikter har kunnat visa på samma positiva resultat.
Kortisoninjektion. En systematisk litteraturöversikt har endast kunnat visa initial men övergående smärtlindring. Det finns också belägg för att kortionsinjektion ökar risken för senruptur och rekommenderas därför inte.
Stötvågsbehandling. På kort sikt har behandlingen visat sig ha bättre effekt på tendinopati i hälsenans infästning än excentrisk träning, medan kombinationen av excentrisk träning och stötvågsbehandling gav bäst effekt på hälsenans mittportion.
PRP och HVIGI. PRP (Platelet-rich Plasma injection) syftar till att med hjälp av trombocyters tillväxtfaktorer aktivera stamceller i skadad vävnad. Det finns viss evidens för att denna behandling i kombination med träning har bättre effekt än endast träning. HVIGI (high volume image guided injection) innebär en ultraljudsledd injektion med koksaltlösning, lokalbedövning och kortison. Liksom för PRP finns studier som talar för att HVIGI som tillägg till träning har bättre effekt än enbart träning. Den vetenskapliga evidensen är dock inte stark.

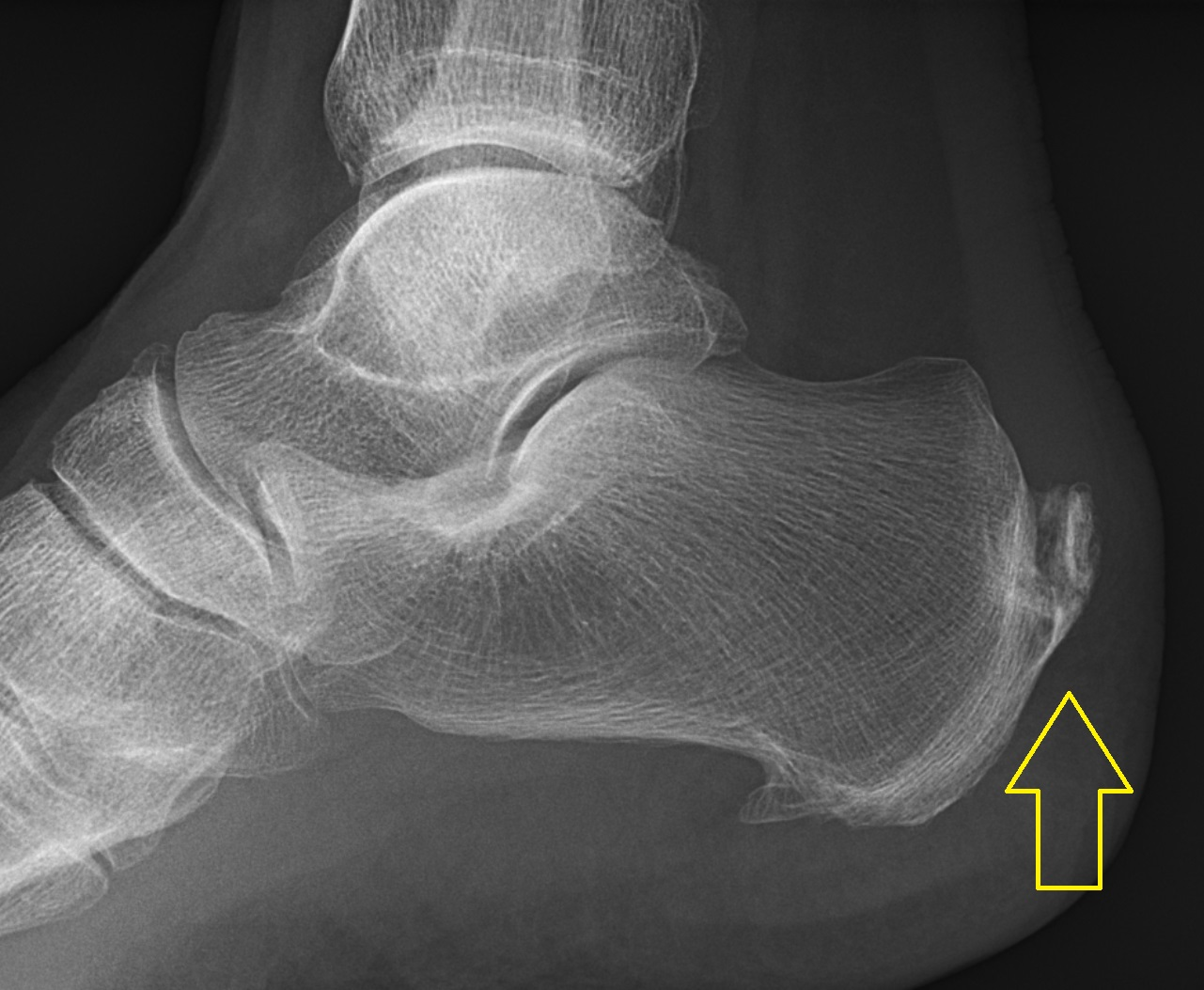
Kalkutfällning i hälsenans fäste i calcaneus

Kirurgisk behandling. Vid bristande resultat av rehabilitering kan kirurgi övervägas. Vid tendinopati i mittportionen är syftet att avlägsna de ärromvandlade delarna och eventuella adherenser samt att eventuellt genom skarifiering (längsgående incisioner) stimulera till läkning. 
Vid tendinopati i fästet i hälbenet innebär behandlingen oftast borttagning av benutväxt samt den djupa slemsäcken vid hälenseinfästningen. Det vetenskapliga underlaget för kirurgi vid hälsenetendinopati är begränsat. Men på väl valda patienter som inte svarat på annan terapi anses att effekterna kan vara goda.

## Differentialdiagnostik
Utöver tendinopati kan smärta i hälsenan orsakas av andra tillstånd, exempelvis:
- Paratendinit. Inflammation/degeneration av senskidan
- Kalcifiering (förkalkning) i hälsenan
- Smärta i senan kan orsakas av systemisk inflammatorisk sjukdom
- Akut hälseneruptur
- Skada på m.plantaris sena
- Djupare smärta kan bero på så kallat os trigonum-syndrom[2]